# 墨脱瓦韦
墨脱瓦韦（学名：Lepisorus medogensis），为水龙骨科瓦韦属下的一个植物种。